# Varoš kapija

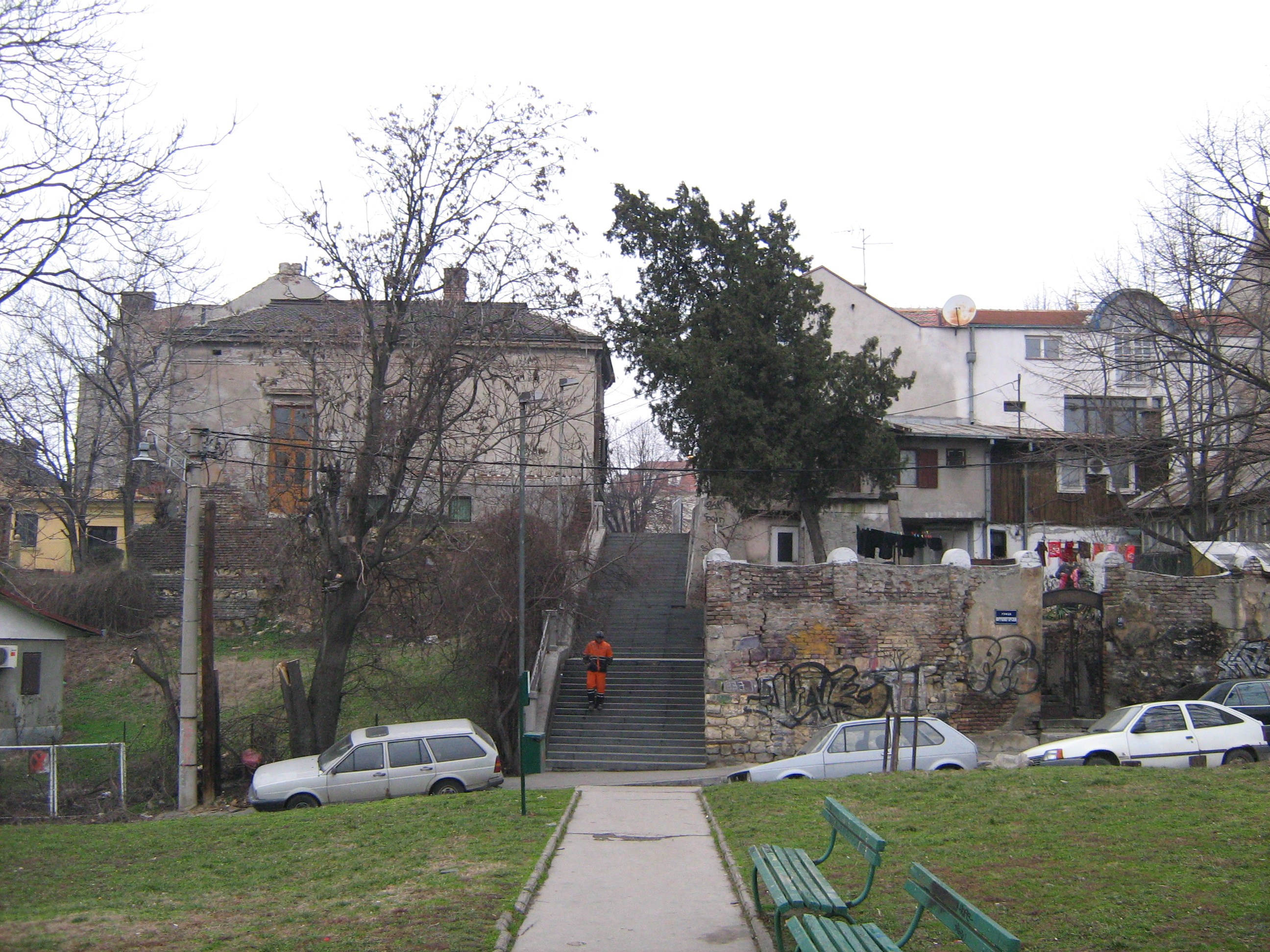
Ulice Kosančićev venac.

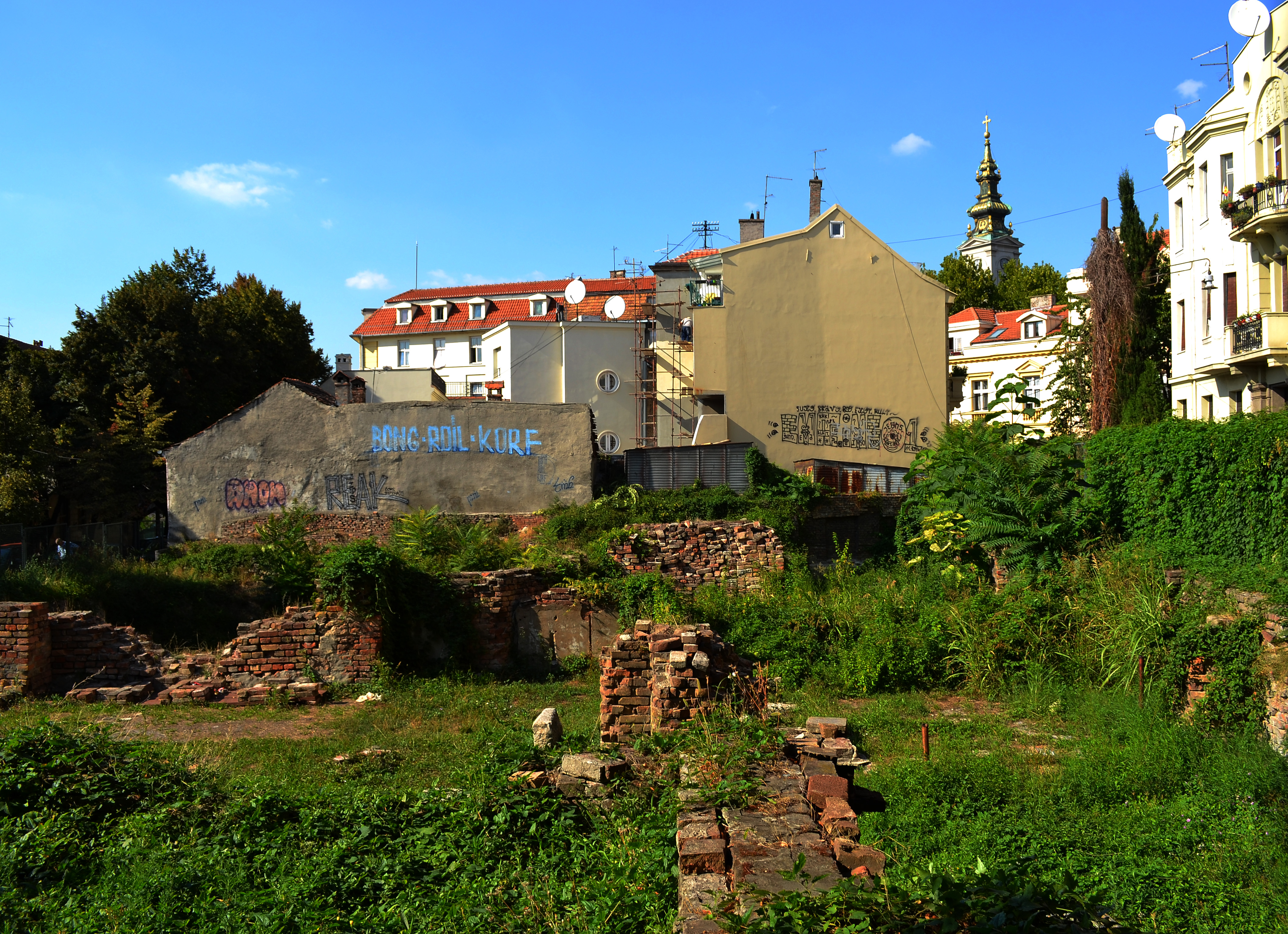
Zástavba v oblasti.

Varoš-kapija (v srbské cyrilici Варош-Капија), doslova městská brána je část města Bělehradu, která svůj název získala podle jedné z původních čtyřech historických bran města. Nachází se v blízkosti řeky Sávy, Brankova mostu a ulice Pop-Lukina.  

## Historie
Jedná se o jednu z nejstarších částí města. V okolí Varoš-kapije v dobách existence Bělehradu pod nadvládou Osmanské říše žili především Srbové, zatímco pevnost (dnešním parkem Kalemegdan) a čtvrť Dorćol byla ve správě Turků.
Původní brána byla zbořena v roce 1862 během bombardování města. Zbudována byla z kamene a hlíny a sloužila především pro obranu nábřeží Sávy před případným útokem. Ve srovnání s Istanbulskou bránou však byla podstatně menší a její význam rovněž nebyl takový.
Dochované části čtvrti sloužily v 20. století jako kulisy pro několik známých srbských filmů, jako např. Underground (Podzemlje) Emira Kusturici, nebo Maratonci trče počasni krug či Balkanski špijun. Nachází se zde hospoda s otazníkem v názvu, která je nejstarší v Bělehradě, nebo Katedrála svatého Michaela Archanděla. 

## Vymezení
Z hlediska místní správy je tato část města součástí místní části Staré město, která se rozkládá na územně jinak vymezeném prostoru. Prostor označovaný jako Varoš-kapija vymezují ulice Obilićev venac, Kosančićev venac, Pop-Lukina, Kosmajska a Carice Milice. 
Tato část města se rozkládá na svahu, který vede od řeky Sávy až k ulici Knez Mihailova. Jižně od Varoš-kapije vede Brankova ulice k Brankovu mostu, kde začíná čtvrť Savamala. V této části města jsou dochovány některé domy z 19. století a rovněž i dobová dlažba. Pod některými domy se nacházejí rozsáhlé sklepy a podzemní chodby, které obyvatelstvo využívalo během ozbrojených konfliktů (např. první a druhé světové války). 